# 智弘カイ
智弘 カイ（ともひろ カイ、5月14日 - ）は日本の漫画家・イラストレーター・原画家。男性。主にワニマガジン社の成人向け漫画雑誌『COMIC快楽天BEAST』で活動するほか、ライトノベルの挿絵やアダルトゲームの原画でも活動しており、同人サークル『Ink Complex』を主宰している。また、『週刊少年マガジン』で『デスラバ』を連載していた。2020年4月からは『マガジンポケット』 で続編 『デスティニーラバーズ』を連載している。

## 人物
東京大学文学部卒業。就職活動の際、20社程度受けるもすべて落ち、就職浪人して更に50社から60社ほど受けるが内定を得られなかった。この理由を本人は、メーカーやITを中心に特に職種業態を選ばず有名な企業ばかりを回っていたことだと分析する。就職失敗を機に、趣味で描いていた絵を本気で練習し、同人誌としてまとめてインターネットで委託販売したところ、思いの外人気が出て、いくつかの出版社から声をかけられ、2012年7月に商業誌デビューを果たす。
元々、幸運から仕事に就いたこともあり2016年時点で単行本を2冊出しているが「方向性の定まらない作風」と自嘲することがある。

## 作品リスト

### 一般向け作品

#### コミックス
- 『デスラバ（英語版）』（原案：カズタカ、マガジンポケット連載、講談社〈KCデラックス〉）
  1. 2018年6月8日発売[5]、ISBN 978-4-06-511590-9
  2. 2018年9月7日発売[6]、ISBN 978-4-06-512320-1
  3. 2018年11月6日発売[7]、ISBN 978-4-06-513394-1
  4. 2019年3月6日発売[8]、ISBN 978-4-06-514425-1
  5. 2019年7月5日発売[9]、ISBN 978-4-06-515693-3
  6. 2019年11月6日発売[10]、ISBN 978-4-06-517300-8
  7. 2020年3月6日発売[11]、ISBN 978-4-06-518458-5
  8. 2020年8月5日発売[12]、ISBN 978-4-06-520445-0
- 『デスティニーラバーズ』（原案：カズタカ、マガジンポケット連載、講談社〈KCデラックス〉） - 『デスラバ』の続編
  1. 2020年8月5日発売[13]、ISBN 978-4-06-520446-7
  2. 2020年11月6日発売[14]、ISBN 978-4-06-521267-7
  3. 2021年2月5日発売[15]、ISBN 978-4-06-522347-5
  4. 2021年5月6日発売[16]、ISBN 978-4-06-523157-9
  5. 2021年7月6日発売[17]、ISBN 978-4-06-524011-3
  6. 2021年9月6日発売[18]、ISBN 978-4-06-524821-8
  7. 2021年12月6日発売[19]、ISBN 978-4-06-526291-7
  8. 2022年3月4日発売[20]、ISBN 978-4-06-526912-1
  9. 2022年6月6日発売[21]、ISBN 978-4-06-528160-4
  10. 2022年9月6日発売[22]、ISBN 978-4-06-529145-0
  11. 2023年1月6日発売[23]、ISBN 978-4-06-530902-5
  12. 2023年6月6日発売[24]、ISBN 978-4-06-531868-3
  13. 2023年9月6日発売[25]、ISBN 978-4-06-532880-4
  14. 2024年1月9日発売[26]、ISBN 978-4-06-533939-8
  15. 2024年1月9日発売[27]、ISBN 978-4-06-534167-4

#### 小説挿し絵
- 『運命に愛されてごめんなさい。』（原作：うわみくるま、KADOKAWA〈電撃文庫〉）
  1. 2015年2月10日発売、ISBN 978-4-04869-266-3
  2. 2015年5月9日発売、ISBN 978-4-04865-134-9
  3. 2015年8月8日発売、ISBN 978-4-04865-344-2
- 『デモンズパーティー』（2016年11月15日発売、原作：吉村夜、KADOKAWA〈Novel 0〉、ISBN 978-4-04256-036-4）
- 『軍師/詐欺師は紙一重』（2017年3月31日発売[28]、原作：神野オキナ、講談社〈講談社ラノベ文庫〉、ISBN 978-4-06-381561-0）

### 成人向け作品

#### コミックス
- 『シルクの果実』[29] 2014年9月30日初版発行（2014年8月29日発売[30]）、ワニマガジン社〈ワニマガジンコミックススペシャル〉、ISBN 978-4-86269-324-2
  - 秘湯恋慕（COMIC快楽天BEAST 2013年12月号＋描き下ろし）
  - 弱り目に勃たり目 （COMIC快楽天BEAST 2014年2月号）
  - コケットリー（COMIC快楽天BEAST 2014年6月号）
  - リングの痕に（COMIC快楽天XTC 2013年Vol.2）
  - 1,000days（COMIC快楽天BEAST 2013年1月号）
  - BEER☆BEER（COMIC快楽天BEAST 2013年8月号）
  - 白驟雨来たりなば（COMIC快楽天BEAST 2013年10月号）
  - Girls Heats Boy（COMIC快楽天BEAST 2013年2月号）
  - 性の権力（COMIC快楽天XTC 2014年Vol.3）
  - プールサイド・インストラクト（COMIC快楽天XTC 2012年Vol.1）
  - Eyes of Strangers（COMIC快楽天BEAST 2013年4月号）
  - 驟雨一過（描き下ろし）
  - Cross of Strangers（描き下ろし）
- 『とろくちずむ』[31] 2016年7月20日初版発行（同日発売[32]）、ワニマガジン社〈ワニマガジンコミックススペシャル〉、ISBN 978-4-86269-434-8
  - HIDE AND PEEK（COMIC快楽天BEAST 2014年9月号＋描き下ろし）
  - マラスキーノ・チェリー・キッス（COMIC快楽天XTC Vol.5〈COMIC快楽天BEAST 2015年7月号増刊〉）
  - Undercover（COMIC快楽天BEAST 2014年10月号）
  - RIDE AND LEAP（COMIC快楽天 2014年10月号）
  - Behind Athletics（COMIC快楽天XTC Vol.6〈COMIC快楽天BEAST 2016年3月号増刊〉）
  - 疑惑の媚薬は魅惑の偽薬（COMIC快楽天BEAST 2016年4月号）
  - Trick or Cheat？（COMIC快楽天BEAST 2014年12月号）
  - Brother or Sister？（COMIC快楽天BEAST 2015年3月号）
  - デザートローズ（COMIC快楽天BEAST 2015年8月号）
  - Heart Works（COMIC快楽天BEAST 2015年10月号）
  - Hou could be tamed？（COMIC快楽天BEAST 2016年7月号）
  - その才媛、紐付き（COMIC快楽天BEAST 2016年1月号）

#### 単行本未収録作品
- 書淫（ブレインハウス『Comic舞姫無双』ACT.01、2012年7月）
- Time works wonders？（キルタイムコミュニケーション『別冊コミックアンリアル 超能力でやりたい放題』、2012年7月）
- 人の噂も…（COMIC快楽天BEAST 2016年8月号）
- 宵盛り（COMIC快楽天BEAST 2016年9月号）※表紙イラストも担当
- Reproduction Incident（COMIC快楽天BEAST 2016年11月号）
- セルフィーズ（COMIC快楽天BEAST 2017年1月号）
- Actual Size（COMIC快楽天BEAST 2017年3月号）
- Re:セルフィーズ（COMIC快楽天BEAST 2017年5月号）
- 連泊の過ごし方（COMIC快楽天BEAST 2017年7月号）
- 愛妻ライズ（COMIC快楽天BEAST 2018年3月号）

#### 小説挿し絵
- 『俺のニオイは発情スイッチ』（2015年10月16日初版発行[33]、原作：玉城琴也、監修：Parthenon、パラダイム〈ぷちぱら文庫〉、ISBN 978-4-8015-1099-9）
- 『奪 〜人の妻、売ります〜』（2016年6月10日初版発行[34]、原作：雑賀匡、監修：スタジオ奪、パラダイム〈オトナ文庫〉、ISBN 978-4-8015-1539-0）

#### ゲーム原画
- 『三極姫3〜天下新生〜』 （2013年9月27日発売、unicorn-a）
- 『奪 〜人の妻、売ります〜』 （2015年1月30日発売、スタジオ奪）
- 『奪again 〜人の妻、また売ります〜』 （2015年8月14日発売、スタジオ奪）
- 『俺のニオイは発情スイッチ』 （2015年9月4日発売[35]、Parthenon） ※同人ソフト
- 『ぱこ☆シス〜ビッチな妹とハメぱこ同棲性活〜』 （2016年8月19日発売[36]、ぱこぱこそふと） ※同人ソフト
- 『奪ENDING 〜人の妻、最後まで売ります〜』 （2016年9月16日発売、スタジオ奪）
- 『奪COMPLETE 〜人の妻、全部売ります〜』（2016年11月25日発売、スタジオ奪）※奪、奪again、奪ENDINGのセット販売。
- 『奪ZERO 〜最初のあやまち〜』（2017年2月17日発売、スタジオ奪） ※奪COMPLETEの封入特典の単品販売（ダウンロードのみ）。